# 奴娃旦歐·辜木
奴娃旦歐·辜木（1947年—2020年7月2日），漢名黃金文，臺灣花蓮縣花蓮市撒奇萊雅族頭目。

## 生平
奴娃旦歐·辜木（漢名：黃金文）， 撒奇萊雅族人，家中排行第七。學歷為陸軍第一士校、喜信聖經學院。曾任花蓮市國福里里長。
1994年台灣省北區平地原住民省議員選舉，民主進步黨提名當時四十七歲、從事保險業務的奴娃旦歐·辜木，挑戰已連任兩屆的楊仁福。這是有史以來平地原住民省議員選舉首次有民進黨候選人挑戰，打破同額選舉的記錄。兩人都提出加速增編山地保留地與保護原住民文化及語言的政見，選舉由楊仁福獲勝，之後奴娃旦歐·辜木以作農維生。
陳水扁當選總統後，施行恢復原住民傳統土地權與傳統領域的政策，花蓮市公所便委由奴娃旦歐·辜木等人調查。
奴娃旦歐·辜木回憶祖母每次提及加禮宛事件後，族人輾轉流離的往事，常常都是淚流滿面。帝瓦伊·撒耘的過世刺激了族人決心重建自己的文化。2007年1月17日，行政院正式宣布撒奇萊雅族為臺灣原住民第十三族時，族人特地北上到行政院前祭告祖先，由奴娃旦歐·辜木以前頭目身分宣讀正名宣言，將傳統服飾贈與院長蘇貞昌。
正名後，奴娃旦歐·辜木擔任首任原住民族委員會撒奇萊雅族專任委員，也是撒奇萊雅族自治委員會第二任委員長，並為巴拉瑪火神祭主祭。他也持續爭取將達固部灣興建發祥地紀念廣場，祭祀撒奇萊雅族神祇及先祖。
蔡英文政府期間，設置原住民族語言推廣人員，在2018年5月推動師徒制族語學習。其中，撒奇萊雅族人蔡淑君就是由奴娃旦歐·辜木作老師，自2019年9月在花蓮市開奇萊雅族研習課。
奴娃旦歐·辜木任自治委員會委員長八年來，領導族人恢復歲時祭儀文化，也和部落青年共同孵育撒奇萊雅語維基百科（維基百科帳號「黃金文」），並編寫哥白尼天體運行論、牛頓運動定律、公平與正義、中華民國教育部、俄羅斯共和國等數百條條目。
2020年6月，奴娃旦歐·辜木因慢性硬腦膜下出血併腦膿瘍、急性腎衰竭及敗血性休克等病症，緊急送醫進行開顱引流手術，次月又因同樣病症再度轉入加護病房急救。7月2日去世，花蓮縣長徐榛蔚、原住民族委員會主委夷將·拔路兒、立委鄭天財、花蓮市長魏嘉賢、議員笛布斯·顗賚、李正文及張美慧等人紛紛到場致哀。原住民族委員會在7月9日頒給二等原住民族專業獎章；花蓮縣政府在7月11日以「撒奇萊雅族瑰寶」表揚。